# آلن دانیلو
آلن دانیلو (زادهٔ ۴ اکتبر ۱۹۰۷− درگذشتهٔ ۲۷ ژانویه ۱۹۹۴) تاریخ‌نگار، پژوهشگر موسیقی، موسیقی‌شناس و هندشناس اهل فرانسه بود. در سال ۱۹۹۱ بالاترین نشان آکادمی ملی موسیقی، رقص و نمایش هند به وی اعطا شد.

## زندگی‌نامه
آلن دانیلو ۴ اکتبر سال ۱۹۰۷ میلادی در نویی-سور-سن پاریس متولد شد. او تحصیلات خود را در مؤسسهٔ سنت کروکس نوتردام در نویی-سور-سن فرانسه و کالج سینت جان آمریکا گذراند. وی در جوانی آواز را زیر نظر چارلز پانزرا، رقص کلاسیک را از نیکلاس لگات و آهنگسازی را از مکس د اولون فرا گرفت. پس از آن، او به‌طور حرفه‌ای با رقصنده‌هایی همچون فلوریا کپسالی و مارجوری داو به روی صحنه رفت. او همچنین به نواختن پیانو و آواز مشغول شد.
او در سال ۱۹۳۲ به همراه شریک زندگی‌اش رایموند بورنیر، عکاس سوئیسی، ابتدا به عنوان بخشی از یک سفر ماجراجویی به هند رفتند و شیفتهٔ هنر و فرهنگ هندی شدند. دانیلو و بونیر از نخستین غربی‌هایی بودند که از مجموعه آثار تاریخی خاجوراهو بازدید کردند. دانیلو در این سفر با رابیندرانات تاگور شاعر، نمایشنامه‌نویس، فیلسوف و موسیقی‌دان سرشناس هندی آشنا شد. ارتباط نزدیک وی با تاگور سبب شد تا به سمتِ مدیریت مدرسه موسیقی تاگور دست یابد. وی پس از آن، در سال ۱۹۳۵ به دانشگاه هندوی بنارس راه یافت و در آنجا موسیقی هندو، زبان و ادبیات سانسکریت، فلسفه هندو و دین هندو را به مدت ۱۵ سال تحصیل کرد. آلن دانیلو در سال ۱۹۴۹، به عنوان استاد تحقیق در دانشگاه منصوب شد، پستی که تا سال ۱۹۵۳ در آن سمت بود. او همزمان به عنوان مدیر کالج موسیقی هند به فعالیت‌های خود ادامه داد. در طول این سال‌ها، او موسیقی سنتی هند را نزد شیوندرانات آموخت و نواختنِ ساز وینا، از سازهای موسیقی سنتی هندی را فرا گرفت. او همچنین به زبان‌های هندی، سانسکریت و فلسفهٔ هندی مسلط شد.
وی پس از بازگشت به اروپا در سال ۱۹۶۰، به عنوان مشاور شورای بین‌المللی موسیقی یونسکو منصوب شد که منجر به گردآوری تعداد زیادی از آثار موسیقی سنتی مانند مجموعه یونسکو: گلچین موسیقی مشرق زمین، اطلس موسیقی و … شد. آلن دانیلو در سال ۱۹۶۳، بنیانگذار و مدیر مؤسسه بین‌المللی مطالعات و اسناد موسیقی تطبیقی (IICMSD) در برلین غربی شد و تا سال ۱۹۷۷ در این مرکز فعالیت‌های خود را ادامه داد. وی همچنین از سال ۱۹۶۹ تا ۱۹۷۹ مدیر مرکز بین‌المللی موسیقی تطبیقی ونیز (IISMC) بود. او بیش از سی کتاب در زمینه موسیقی و فرهنگ هند نوشت و به سبب فعالیت‌هایش در زمینهٔ موسیقی، چندین جایزه دریافت کرد.

## ارتباط دانیلو با موسیقی سنتی ایران
آلن دانیلو در سال ۱۳۴۰ به ایران سفر کرد و در کنگرهٔ بین‌المللی موسیقی تهران حاضر شد. موضوع اصلی این کنگره، تحت عنوان «حفظ شکل‌های سُنتی موسیقی عالمانه و مردمی در کشورهای شرق و غرب» مطرح شد. دیدگاه دانیلو بیانگر ضرورت ترویج ارزش‌های خاصی، همچون «سُنت» و «اصالت» بود و هر گونه دورگه‌سازی میان موسیقی غرب و شرق را رد می‌کرد. دانیلو اصطلاح «موسیقی کلاسیک» را معادل با اصطلاح «موسیقی سُنتی» قرار داد و آنها را در تضاد با موسیقی سبُک و پاپ (مردم‌پسند) قرار داد. او در این رابطه گفته است:
«در واقعیت امر، اگر هم نارسایی واژگان به ما اجازه می‌دهد تا پرسش را اندکی منحرف کنیم، باید به اعتقاد من، بپذیریم که مبارزه برای دفاع از هنر موسیقی کلاسیک در همه تمدن‌ها علیه هجوم موسیقیِ سبُکِ حرامزاده مبارزهٔ مشترک ماست: دفاع از هنرِ فاخر علیه سیلِ موسیقیِ ساده و عوامانهٔ کاباره و ترانه‌های مردم‌پسند که در همه جا گرایش به غرق کردنِ موسیقی هنری دارند.»
آلن دانیلو همچنین یک مجموعهٔ ۱۰ جلدی از موسیقی کشورهای شرقی با عنوان سنت‌های موسیقی گردآوری کرد. در این مجموعه، موسیقی ۱۰ کشور شرقی هر کدام در یک جلد مورد بررسی قرار می‌گرفت و نام هر کشور را زیر این عنوان روی جلد کتاب مربوط به خودش درج می‌شد. هنگامی که داریوش صفوت با کمک موسیقی‌شناس سرشناس دانشگاه سوربن «نلی کارن»، کتاب در مورد موسیقی ایرانی را به اتمام رساندند؛ این کتاب مطابق عرف مجموعه ۱۰ جلدی آلن دانیلو تحت عنوان سنت‌های موسیقی ایران یا موسیقی سنتی ایران در سال ۱۳۴۵ به چاپ رسید و ناشر آن کتاب را برای یافتن بازار فروش به ایران نیز ارسال کرد. بدین ترتیب چون این کتاب هم کتاب مهمی بود و هم مقدمه‌ای برای تأسیس مرکز حفظ و اشاعه موسیقی شده بود، عملاً واژهٔ «موسیقی سنتی» به واژهای فارسی در ایران راه یافت و متداول شد.
آلن دانیلو با شناختی که از موسیقی و موسیقی‌دانان ایرانی پیدا کرده بود در مورد شخصیت هنری ابوالحسن صبا چنین گفت:
«شخصیت ابوالحسن صبا دارای ارزش استثنایی است. او مدافع ارزش‌های مدنی است. نه تنها در کشور خود بلکه در سراسر جهان. کوشش آقای صبا در پاسداری از اصالت هنر موسیقی در ایران به‌سانِ تلاش آن کسانی است که آثار یونانی یا پیکره‌های غول‌آسای اسوان را نجات دادند و همین نکته است که صبا را به عنوان مردی مدافع ارزش‌های انسانی معرفی می‌کند.»